# Paskakari (ö i Egentliga Finland)
Paskakari är en ö i Finland. Den ligger i Skärgårdshavet och i kommunen Nystad i den ekonomiska regionen  Nystadsregionen i landskapet Egentliga Finland, i den sydvästra delen av landet. Ön ligger omkring 51 kilometer väster om Åbo och omkring 200 kilometer väster om Helsingfors.
Öns area är 2,1 hektar och dess största längd är 250 meter i sydöst-nordvästlig riktning. I omgivningarna runt Paskakari växer i huvudsak barrskog.